# Лукаш Паушек
Лукаш Паушек (словац. Lukáš Pauschek, 9 грудня 1992, Братислава) — словацький футболіст, захисник словацького клубу «Слован» (Братислава). За межами Словаччини виступав на клубному рівні в Чехії.

## Клубна кар'єра

### «Слован» (Братислава)
Є вихованцем «Слована» (Братислава), де грав у юнацьких командах.
Перед весняною частиною сезону 2010/11 тодішній тренер першої команди Карел Яролім включив гравця до своєї команди. Лукаш дебютував за основну команду в 19-му турі чемпіонату в дербі зі «Спартаком» з Трнави (3:1), що відбувся 25 лютого 2011 року, відігравши 80 хвилин. Загалом до кінця сезону 2010/11 він зіграв у складі «Слована» 12 ігор чемпіонату і ще три гри у Кубок Словаччини, вигравши обидва трофеї.
Свій перший і єдиний гол за клуб забив 10 березня 2013 року в матчі чемпіонату проти «Нітри», коли на 89-й хвилині, невдовзі після виходу на поле, встановив остаточний рахунок гри — 3:0. У тому сезоні 2012/13 він знову виграв «золотий дубль» зі «Слованом», зігравши 25 ігор у чемпіонаті і 4 у національному кубку.

### Виступи у Чехії
У червні 2013 року він погодився переїхати до Чехії, де підписав чотирирічний контракт із празькою «Спартою» . Дебютував за нову команду у матчі кваліфікації Ліги Європи 2013/14 18 липня 2013 року проти шведської команди «Геккен», в якому в гостях «Спарта» не зберегла перевагу в два м'ячі і зіграла внічию 2:2. Через тиждень він зіграв і у матчі-відповіді, який його команда програла з рахунком 0:1 і вибула з цього змагання. Восени того ж року він зіграв у двох поєдинках Кубка Чехії, який «Спарта» виграла в сезоні 2013/14 вже після уходу Паушека, але так жодного разу і не зіграв за клуб у чемпіонаті.
У січні 2014 року Лукащ був відданий в оренду на півроку до іншої чеської команди «Богеміанс». У складі цієї команди словак нарешті дебютував у вищому Чеському дивізіоні, вийшовши в основі 22 лютого 2014 року в 17-му турі в гостьовому поєдинку з командою «Пржибрам» (0:1) і відіграв усі дев'яносто хвилин. У новій команді Паушек швидко став основним гравцем і перед сезоном 2014/15 оренда в клубі була продовжена ще на один рік. Влітку 2015 року оренду знову продовжили на один сезон, але через півроку достроково покинув команду. Всього за «Богеміанс» він зіграв загалом 56 матчів чемпіонату.
В зимове трансферне вікно 2015/16 Паушек разом з Томашем Пршикрилом перейшов зі «Спарти» до команди «Млада Болеслав» у рамках обміну на Ондржея Загустела. Паушек уклав з новою командою контракт до літа 2019 року і дебютував за неї у чемпіонаті у 18-му турі проти «Спарти» (0:2), своєї колишньої команди. Він провів на полі до 53 хвилин, перш ніж Ян Калабішка замінив його. Навесні 2016 року Паушек дійшов з командою до фіналу Кубка Чехії, де на стадіоні «На Стінадлех» допоміг команді перемогти«Яблонець» з рахунком 2:0 і таким чином виграти трофей.
Свій перший і єдиний гол за клуб словак забив 10 березня 2018 року в поєдинку чемпіонату зі «Збройовкою», коли на 30-й хвилині встановив остаточний рахунок гри — 3:0. У січні 2019 року покинув клуб у статусі вільного агента, після чого тривалий час лишався без клубу.

### Повернення у «Слован»
Влітку 2019 року Паушек отримав можливість тренуватися з резервною командою рідного «Слована», а у жовтні того ж року він уклав контракт з клубом на півроку. Вперше після повернення зіграв за клуб у 14-му турі проти команди «Сениця» (2:0), вийшовши на поле на 83-й хвилині замість Юрія Медведєва. У січні 2020 року він підписав новий контракт з братиславським «Слованом» терміном на 2,5 роки і допоміг команді захистити титул чемпіона сезону 2019/20. Того ж року він тріумфував зі «Слованом» і у Кубку Словаччини, таким чином вигравши "золотий дубль.
Наступного року він знову здобув з командою ці обидва трофеї, допомігши таким чином команді захистити «золотий дубль» вперше в її історії.
У сезоні 2021/22 Паушек зіграв у 14 іграх чемпіонату і допоміг своєму клубу здобути четвертий титул поспіль, завдяки чому «Слован» став першим в історії словацького футболу клубом, який зумів показати такий результат.

## Виступи за збірні
З 2011 року Лукаш Паушек виступав за молодіжну збірну Словаччини до 21 року на чолі з тренером Іваном Галадом, з яким брав участь у кваліфікації до молодіжного чемпіонату Європи 2013 року в Ізраїлі, де Словаччина посіла друге місце у групі і вийшла плей-оф за вихід на чемпіонат на Нідерланди. Паушек зіграв в обох іграх з голландцями, але вони закінчилися однаковою поразкою 0:2.
Згодом брав участь у відборі до молодіжного чемпіонату Європи 2015 року в Чехії, але і тут його команда не змогла пройти кваліфікацію, поступившись у плей-оф Італії (1:1, 1:3).
У серпні 2012 року новопризначений тренерський дует Станіслав Гріга та Міхал Гіпп вперше викликали Паушека до національної збірної на товариський матч проти Данії. 15 серпня у цьому матчі він дебютував за збірну, зайнявши позицію лівого захисника, а Словаччина перемогла 3:1.

## Досягнення
- Чемпіон Словаччини (8): 2010–11, 2012–13, 2019–20, 2020–21, 2021–22, 2022–23, 2023–24, 2024–25
- Володар Кубка Словаччини (4): 2010–11, 2012–13, 2019–20, 2020–21
- Володар Кубка Чехії (1): 2015–16

## Статистика
Станом на 24 червня 2022 року

### Клубна
| Сезон     | Клуб                | Ліга                | Ігор | Голів |
| --------- | ------------------- | ------------------- | ---- | ----- |
| 2010/2011 | Слован (Братислава) | Словацька Суперліга | 12   | 0     |
| 2011/2012 | Слован (Братислава) | Словацька Суперліга | 14   | 0     |
| 2012/2013 | Слован (Братислава) | Словацька Суперліга | 25   | 1     |
| 2013/2014 | Спарта (Прага)      | Перша чеська ліга   | 0    | 0     |
| 2013/2014 | Богеміанс 1905      | Перша чеська ліга   | 13   | 0     |
| 2014/2015 | Богеміанс 1905      | Перша чеська ліга   | 28   | 0     |
| 2015/2016 | Богеміанс 1905      | Перша чеська ліга   | 15   | 0     |
| 2015/2016 | Млада Болеслав      | Перша чеська ліга   | 5    | 0     |
| 2016/2017 | Млада Болеслав      | Перша чеська ліга   | 22   | 0     |
| 2017/2018 | Млада Болеслав      | Перша чеська ліга   | 29   | 1     |
| 2018/2019 | Млада Болеслав      | Перша чеська ліга   | 19   | 0     |
| 2019/2020 | Слован (Братислава) | Словацька Суперліга | 9    | 0     |
| 2020/2021 | Слован (Братислава) | Словацька Суперліга | 25   | 0     |
| 2021/2022 | Слован (Братислава) | Словацька Суперліга | 14   | 0     |

### Збірна
| Рік      | Ігор | Голів |
| -------- | ---- | ----- |
| 2012 рік | 1    | 0     |
| 2013 рік | 3    | 0     |
| 2014 рік | 0    | 0     |
| 2015 рік | 0    | 0     |
| 2016 рік | 1    | 0     |
| 2017 рік | 0    | 0     |
| 2018 рік | 0    | 0     |
| 2019 рік | 0    | 0     |
| 2020 рік | 0    | 0     |
| 2021 рік | 1    | 0     |
| Всього   | 6    | 0     |